# Preußens Gloria
Preußens Gloria (traducido como Gloria de Prusia) es una marcha militar alemana del siglo XIX, compuesta por el maestro de capilla y director musical Johann Gottfried Piefke (1817-1884).

## Historia
La marcha militar fue escrita en 1871, después de la victoria del Reino de Prusia y de sus aliados sobre Francia en la guerra franco-prusiana, que llevó a la fundación del Imperio Alemán. La marcha fue tocada por primera vez durante el desfile de la victoria que se celebró en Fráncfort del Óder. Su autor, Piefke, había reservado dicha marcha para ocasiones distintivas, siendo desconocida para el público en general. El manuscrito original de la marcha se descubrió en 1909, siendo ya casi olvidada. Revisada y arreglada por el musicólogo y director musical Theodor Grawert, siendo incorporada en 1991 a la colección de marchas del Bundeswehr.
En la actualidad, Preußens Gloria es una de las marchas militares más reconocidas del ejército alemán, siendo utilizada por la Bundeswehr comúnmente en desfiles públicos, esencialmente durante las visitas oficiales de dignatarios extranjeros. Es, además, la marcha tradicional del cuerpo de entrenamiento de la Luftwaffe. A pesar de su cuerpo estrictamente alemán, la marcha también es utilizada por otras bandas y compañías extranjeras, como la está entre el repertorio estándar de muchas bandas militares extranjeras, como la Compañía de Artillería de Honor del Ejército británico o Banda de la Guardia de Infantería del Ejército sueco. 
Asimismo, la marcha es activamente utilizada por el Ejército de Chile, producto de sus tradiciones prusianas que se remontan desde fines del siglo XIX, cuando instructores prusianos llegaron a modernizar dicho cuerpo armado.